# Ührde (Osterode am Harz)
Ührde, ook Stadtdorf Uehrde is een klein dorp in de gemeente Osterode am Harz in het Landkreis Göttingen in Nedersaksen in Duitsland. Het wordt voor het eerst vermeld in een oorkonde uit 1105. De kapel in het dorp is gebouwd in 1552.
- Gemeinsame Normdatei: 7723149-1
- Virtual International Authority File: 241738911